# Ruardean
Ruardean – wieś w Anglii, w hrabstwie Gloucestershire, w dystrykcie Forest of Dean. Leży 22 km na zachód od miasta Gloucester i 172 km na zachód od Londynu.